# 利勒斯特倫

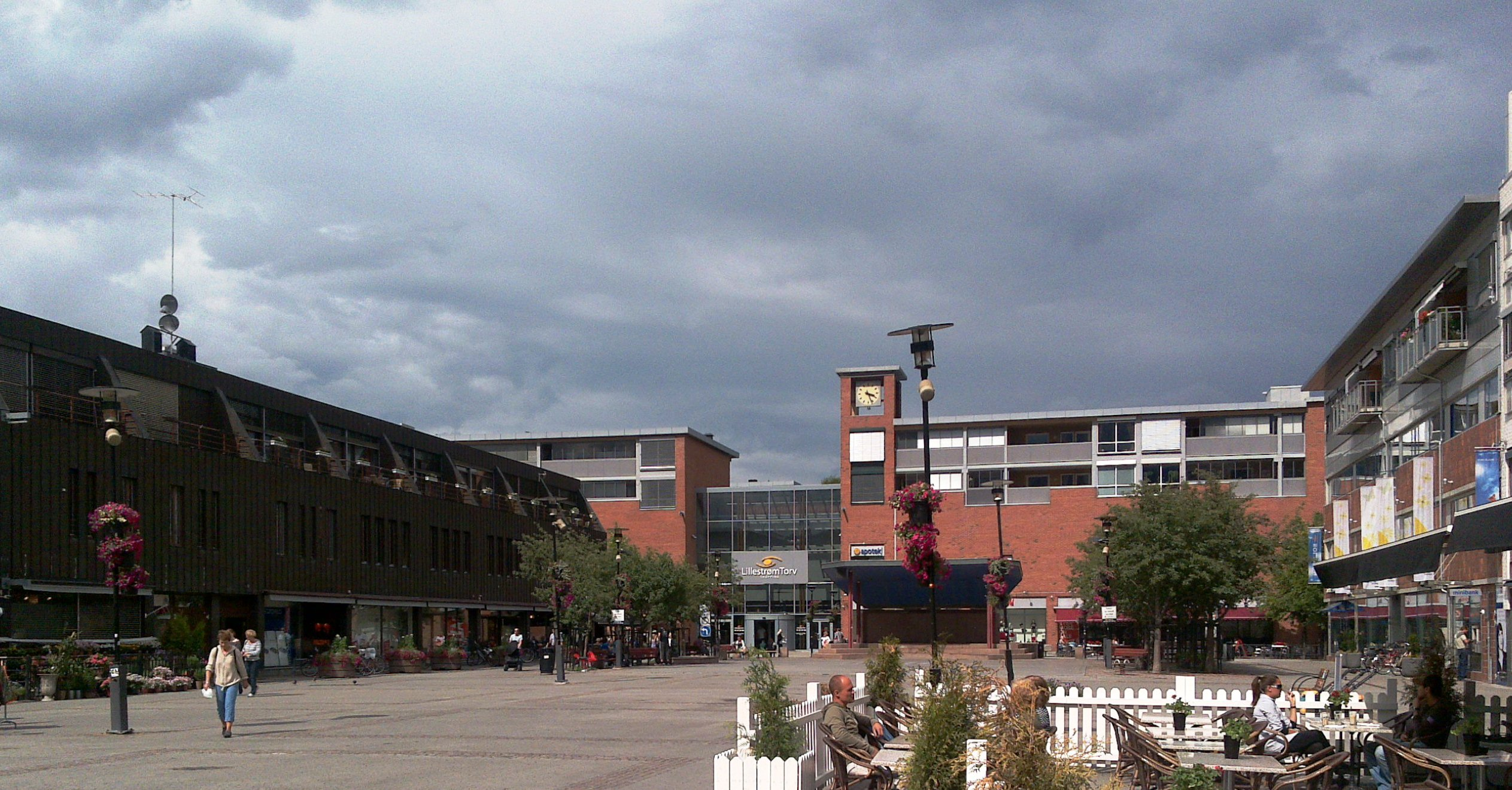
利勒斯特伦市中心广场

利勒斯特伦（挪威語：Lillestrøm）是挪威阿克什胡斯郡的一个市镇，行政中心为利勒斯特伦镇。市镇面积为456.61平方公里，2021年人口数量为89,684人。利勒斯特伦镇为奥斯陆都会区的一部分。
该市镇成立于2020年1月1日，由原費特、謝斯莫和瑟呂姆三个市镇合并而成。